# Magic Springs Theme and Water Park
Koordinaten: 34° 31′ 10″ N, 93° 0′ 57″ W
Magic Springs Theme and Water Park ist ein amerikanischer Freizeitpark, der sich in Hot Springs, Arkansas, befindet und am 22. Juli 1978 als Magic Springs & Crystal Falls eröffnet wurde. 1995 schloss der Park und wurde 2000 wiedereröffnet. Der Park gehört EPR Properties und wird von Premier Parks betrieben, die auch die Parks Elitch Gardens, Pacific Park und Wild Waves Theme & Water Park betreiben.

## Attraktionen

### Achterbahnen
| Name             | Typ                             | Hersteller                                       | Eröffnungsjahr | Bemerkungen | Weblinks |
| ---------------- | ------------------------------- | ------------------------------------------------ | -------------- | --- | -------- |
| Arkansas Twister | Holzachterbahn                  | Michael Black and Associates, Martin & Vleminckx | 1992           | Ursprünglich 1978 als Florida Hurricane in Boardwalk and Baseball eröffnet. Zwischenzeitlich fuhr dort die Bahn unter den Namen Roaring Tiger und Michael Jackson's Thrill Coaster. 1990 wurde die Bahn geschlossen und Magic Springs erwarb die Bahn für 10.000 US-Dollar, wobei sich die tatsächlichen Kosten auf Grund von Transport und Errichtung auf rund 900.000 US-Dollar erhöhten. Zwischen 1996 und 1999 war die Bahn außer Betrieb.   |          |
| Big Bad John     | Minenachterbahn                 | Arrow Dynamics                                   | 2002           | Ursprünglich 1971 als River King Mine Train in Six Flags St. Louis eröffnet und fuhr dort (von 1972 bis 1983 unter dem Namen River King Run-Away Mine Train) bis 1987. Zum Zeitpunkt der Eröffnung handelte es sich um zwei Achterbahnen, die nebeneinander errichtet wurden. Eine der beiden Bahnen wurde an Dollywood verkauft und fuhr dort von 1989 bis 1998 als Thunder Express ihre Runden. Diese Bahn kam schließlich nach Magic Springs. |          |
| Diamond Mine Run | Familienachterbahn              | E&F Miler Industries                             | 2000           | |          |
| Gauntlet         | Inverted Coaster                | Vekoma                                           | 2004           | Die Bahn wurde eigentlich für Jazzland (dem späteren Six Flags New Orleans) gebaut. Da der Verkauf allerdings nicht zustande kam, erwarb Magic Springs die Anlage. |          |
| X Coaster        | Stahlachterbahn mit Inversionen | Maurer Rides                                     | 2006           | |          |

#### Ehemalige Achterbahnen
| Name            | Typ                               | Hersteller     | Eröffnungsjahr | Schließungsjahr | Bemerkungen | Weblinks |
| --------------- | --------------------------------- | -------------- | -------------- | --------------- | --- | -------- |
| Roaring Tornado | Launched Coaster, Shuttle Coaster | Arrow Dynamics | 1980           | 1989            | Fährt seit 1990 in Elitch Gardens ihre Runden. |          |
| Twist 'n' Shout | Wilde Maus                        | Zamperla       | 2000           | 2012            | Ursprünglich 1999 als Wild Wonder in Gillian's Wonderland Pier, fuhr dort allerdings nur einige Monate. Seit 2013 befindet sie sich als Twist 'n' Shout in Family Kingdom Amusement Park. |          |
| Wild Hog        | Kinderachterbahn                  | unbekannt      | 1978           | 1984            | |          |
| Zyklon          | Zyklon                            | Pinfari        | 1992           | 1995            | |          |